# A Német-római Birodalom története

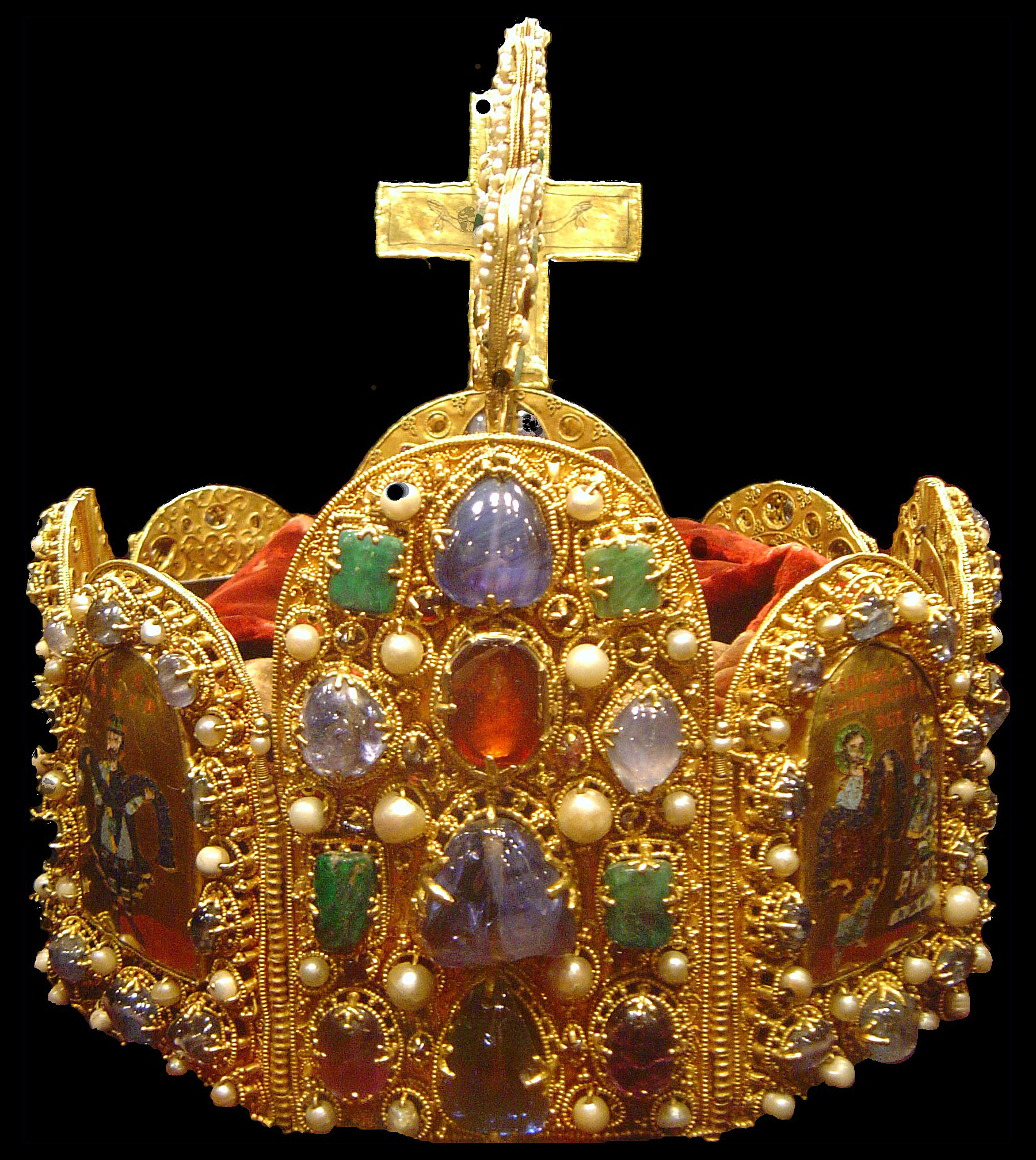
A Német-római Birodalom koronája

A Birodalom zászlaja (1400 után)

A Birodalom címere (a 15. századtól)

A Német-római Császárság vagy Német-római Birodalom, eredeti (korabeli) nevén Szent Római Birodalom, (majd a 15. századtól – az itáliai területek elvesztése után – A Német Nemzet Szent Római Birodalma – Heiliges Römisches Reich deutscher Nation) egy hatalmas kiterjedésű politikai hatalom volt Közép-Európában. Valójában a birodalmat a későbbi korok gyakran csak egyfajta keretnek tekintették, amelyen belül rengeteg kisebb, független hercegség, püspökség, királyság, város és birodalom létezett.
A birodalom története egészen a Frank Birodalom végéig nyúlik vissza. A 843-ban megkötött verduni szerződés rakta le az új állam alapjait. Hivatalosan 962-ben alakult meg, és majdnem egy évezreddel később, 1806-ban bomlott fel.

## A Keleti Frank Birodalomtól az invesztitúraharcokig
A Német-római Birodalom történetének kezdetét hagyományosan 962-re datálják, amely I. Nagy Ottó uralkodásának kezdetét jelöli. Több történész mindmáig állítja, hogy a birodalmat valójában Nagy Károly császárrá koronázásával hívták életre 800-ban, Rómában. Ugyan Károly a frankok királyának nevezte magát, ám ez a birodalom akkoriban magába foglalta a későbbi Német-római Császárság területét is, igaz a majdani Franciaországét is.

A verduni szerződés szerint felosztott Európa

A verduni szerződéssel azonban 843-ban végképp kettévált a hajdani nagy birodalom keleti és nyugati része. A legtöbb történelmi tanulmányban 843-tól datálják a császárság első uralkodóját, nevezetesen II. Német Lajost. Ő még a Karoling-dinasztia tagjaként lépett trónra a Keleti Frank Birodalomban. 911-ben a királyság területén élő törzsek már nem elégedtek meg a nemzetségfőknek kijáró tisztelettel és birtokkal, súlyuknak megfelelően lehetőséget követeltek a legfelsőbb hatalom birtoklásához is. Így alakulhatott ki az első királyválasztás a birodalom történelme során. Az öt legnagyobb germán törzs, a türingiai, a sváb, a bajor, a frank és a szász vezetői közül választották meg a következő uralkodót. Ezért szakadt meg 911-ben a Karolingok uralma, mert a fejedelmek egy szász vezetőre voksoltak, I. Konrádra.
Utódja szintén szász származású volt, a 919-ben a fritzlari birodalmi gyűlésen megválasztott I. Madarász Henrik. Az ő trónra lépése mérföldkőnek számított a birodalom története során, hiszen ő volt az, aki elismertette a Nyugati Frank Birodalommal a nem Karoling származású uralkodók hatalmát. Ezzel elismerték a két birodalom elválását egymástól hivatalosan is. Később, 936-ban az aacheni gyűlésen Henrik saját fiát, Ottót jelölte ki utódjául. Ezzel megalakult az 1024-ig trónon lévő Szász-ház.
Henrik gyermeke, a későbbiekben Nagy Ottónak nevezett uralkodó szintén igen jelentős lépéseket tett a birodalom fejlődéséért. Az ifjú uralkodó már 955-ben felhívta magára a  a Szentszék figyelmét, kiváló hadvezérként legyőzte a pogány magyarokat az Augsburg melletti síkon. 936-ban lépett trónra, de 962-ben átértékelődött uralkodói címe. XII. János pápa 961 telén kétségbeesett levelet írt a német udvarba, hogy Ottó segítségét kérje. Rómát akkoriban a félig-meddig barbár lombardok fenyegették, és a pápaságnak Ottó maradt az utolsó mentsvára. Cserébe János megígérte a királynak, hogy elismeri birodalmát, és a keresztény hit védelmezőjeként császárrá koronázza őt. Ottó pedig hatalmas seregével visszaverte a lombardok támadását, és 962. január 31-én fejére helyezték a császári koronát.
Ekkor kezdődött tehát a birodalom szoros összefonódása az egyházzal. A császárok Ottó óta valóban a római császárok utódainak érezték magukat, de mindössze csak az Augustus címet vették fel, hiszen a római császár valójában még életben volt, a távoli Konstantinápolyban.
A megalakult birodalomnak abban a korban nem igen jósoltak volna hosszú jövőt, ha a császárság élére nem állnak olyan dinamikus, és erős karakterek, mint Henrik és Ottó. A kezdeti germán törzsek laza szövetségét ők kovácsolták össze, és az erős nemzetségfőket legyőzve sikerült érvényesíteni dinasztikus akaratukat. Ha ez nem sikerül, akkor valószínűleg felbomlott volna a birodalom. Ezt pontosan tudta az egyház is, és János ezért is adott egy nagyobb lökést a stabil központi hatalom kialakulásának. Rómának a népvándorlás idején szüksége volt egy erős védelmezőre.
A Szász-dinasztia azonban 1024-ben végéhez ért, hiszen II. Szent Henrik utód nélkül halt meg. A trón birtoklásáért hatalmas csata tört ki a befolyásos törzsek között. Végül a szász Száli-dinasztia került ki győztesen, de II. Konrád birodalma komoly változáson ment át kevesebb, mint egy év alatt. Ekkor jelent meg először az a kettős uralmi rendszer, amely később végleg megmérgezte a birodalmat. A győztes uralkodó seregével megnyerte a csatát, de arra már nem maradt elég ereje, hogy fenn is tudja tartani hatalmát. A különböző törzsek ezért önálló életet kezdtek, és Konrád hatalma névlegessé vált. De maga az uralkodó sem igazán törte magát ennek megváltoztatására, hiszen leginkább saját területeivel foglalkozott. Uralkodásának nagy részét Szászországban töltötte. A függetlenedés különösen igaz volt a nyugati, frank területekre. Végül III. Ottó uralkodásának módszeréhez nyúltak a későbbi Száli uralkodók, így később Konrád, és gyermeke III. Henrik is. Ottó az egyház védelmezőjének szerepében püspökségeket alapított a birodalom szinte minden pontján. A püspököket maga nevezte ki, és birtokkal, hatalommal látta el őket. Így sikerült ellenőrzése alá vonni a különböző területeket. Később szász hercegek kaptak birtokot a császárság különböző pontján.
Az energikus szentatya, VII. Gergely pápa által kirobbantott invesztitúraharcok indították el a virágzó birodalmat a lejtőn. A háborúk felemésztették a császárok kincseskamráját, és a birodalom déli részén fekvő fejedelemségek, hercegségek igen látványosan meggazdagodtak, sőt meg is erősödtek. IV. Henrik uralkodása alatt érte el csúcspontját a pápasággal vívott küzdelem. 1077-ben Gergely kiátkozta a császárt, ami akkoriban azt jelentette, hogy a kiközösítettnek immár nem tartoznak hűbéri esküvel, sőt bűn őt szolgálni. Nincs vagyona, és életét is bárki elveheti. Ez a birodalomban óriási felforduláshoz vezetett, és így már érthető Henrik Canossa-járása is. Ellenfelei több ellenkirályt is állítottak trónjára, és csak hároméves csatában sikerült megerősíteni hatalmát, bár a régi befolyása már amúgy is romokban hevert. A fejedelemségek pedig soha nem látott privilégiumokra és jogokra tettek szert.
A Szálik mindamellett mindent megtettek, hogy birodalma területét kiszélesítse, ehhez az ország minden lehetséges erőforrását igyekezett kihasználni. 1027-ben Konrád Szent Istvánt próbálta hűbéresévé tenni, de a magyar király megvédte országát a németektől és Bécs városát is meghódította. Henrik 1033-ban a lengyelek elleni háborúban kikényszerítette Veszprém lengyel fejedelem hűbéri esküjét, 1035-ben Ulrik cseh királyét. Magyarország megzabolázására a birodalom később is tett kísérleteket.

A Birodalom a Stauf-ház uralkodása idején (12–13. század fordulóján)

## A Stauf-ház uralkodása (1138–1250)
A szász uralkodók és a Száli-dinasztia alatt megszilárdult német állam úgy tűnt megingathatatlan, hatalmas birodalommá fejlődik majd. A császárok politikája lehetővé tette, hogy a birodalom lakói békében éljenek, és meginduljon a népesség növekedése és a kereskedelem, a gazdaság fejlődése. Ezen folyamatok igazán az 1138-ban trónra emelkedő Stauf-dinasztia (más néven Hohenstauf-dinasztia) uralkodói alatt teljesedtek be. III. Konrád immár az 1122-es wormsi konkordátum érvényében léphetett trónra. Ez az egyezmény a pápával köttetett, és megengedte a császároknak az invesztitúrát, legalábbis világi szempontból. A fejlődő városok, az egyre kiterjedtebb kereskedelem hamarosan új problémákat szültek a központi hatalomnak. A Staufok korát a birodalom törvényi megalapozásával kötik össze.
Bár a Staufok uralkodásától kezdve a német–magyar kapcsolatok rendeződtek, de meglehetősen hamar új gondok keletkeztek. III. Konrád, akárcsak a Szálik egy nagy európai birodalom gondolatát dédelgették. A német császár szomszédaira a spanyol, francia, dán, németalföldi uralkodókra, azonkívül Norvégiára, Magyarországra, Itáliára, Lengyelországra és Csehországra úgy tekintett, mint birodalma érdekszférájára, akiktől el is várta a feltétlen engedelmességet. A legtöbb országnak viszont esze ágában nem volt elismerni a német hűbért, ami megint csak háborúkkal fenyegetett, de nem mind következett be. Konrád a magyar trónra pályázó Boriszt támogatta, mert II. Géza nem akarta elismerni hűbérurának, ezért a király válaszul a császár ellenségeit támogatta, mely ahhoz vezetett, hogy Konrád felbontotta Konrád nevű fia és Zsófia hercegnő (II. Béla lánya) eljegyzését. A magyar–német háborút csak az hárította el, hogy közös német–francia keresztes hadjárat indult a Szentföldre 1147-ben, s Konrád inkább erre fordította figyelmét.
I. Barbarossa Frigyes császár volt az, aki először használta a szent jelzőt birodalma nevében. Ezzel is ki akarta fejezni a császárság törvényi tisztaságát, és valahol a világi uralmat az egyház felett. A Bolognai Egyetemen több előadást és vitát is tartott arról, hogy a római jog már elavult, és a birodalomnak teljesen új törvényekre van szüksége. Frigyes egyik fő nézőpontjává vált a princeps legibus solutus elve, vagyis az, hogy a vezetőt nem köti a törvény.
Ennek szellemében ült össze Roncaglia mezején a birodalmi gyűlés 1158-ban, és újabb szabályokat alkotott az Alpoktól északra fekvő területeknek. Így alakult ki az a szokás, amely szerint a császári hatalom a regáliákon nyugszik. Ezek a korona számára biztosított kizárólagos jogok voltak, amelyek az uralkodó kincstárát gazdagították. Ebbe a kategóriába tartoztak az országutak vámjai, a császári vámok, a pénzverés joga, a kiszabott büntetés beszedésének joga és az invesztitúráért kapott "ajándékok". Ezek a jogi újítások valójában a római törvényekben gyökereztek. De az ősi kötelékek mellett megjelentek a feudális törvények is, amelyek egyházi átokkal sújtották azokat, akik nem tartották be hűbéri esküjüket. Ezzel a központi hatalom szorosabbra fűzte kapcsolatát a hűbéres hercegekkel.
De Roncaglia fontos döntése volt a Landfrieden is, vagyis a birodalmi béke. Ez a császári döntés kettős szerepet is betöltött. Egyrészt ez a törvény pontot tett a családi és törzsi vérbosszúkra, békét teremtett, amely kedvezett a népesség növekedésének és a gazdaság fellendülésének is. Másrészt a béke egyben lehetővé tette az új törvények általánossá tételét. Hiszen a központi hatalom mindenkire ki akarta terjeszteni a törvények hatályát. Amennyiben a főurak egymást gyilkolásszák, azt nem lehetett többé ölbe tett kézzel nézni. Erre a köznépnek való példamutatás is motiválta az uralkodót.
A béke lecsillapította a törzsi kedélyeket, de az invesztitúraharcokban megerősödött hercegek még mindig túl nagy önállósággal rendelkeztek. Ezért a Staufok hatalmukat úgy próbálták megerősíteni, hogy a korábban szolgálatra kötelezett katonák egy részét felszabadította, és birtokot adományozott nekik a birodalom leginkább kritikus részein. Ezzel sikerült átmenetileg uralmuk alá vonni az egész császárságot. Később ezen birtokosokból alakult ki a Német Lovagrend.
A császároknak volt még egy ütőkártyájuk, amellyel megpróbálták megszilárdítani hatalmukat. Ez a városok alapításában rejlett. A városok mindig a császár hű támogatói voltak, mivel az uralkodónak érdekében állt a szétszórt gazdasági és katonai erőket egy stratégiai helyre összpontosítani, és védeni azt. De ugyanígy a hercegek is támogatták a városiasodás folyamatát. A római alapokon épült városok mellett ebben a korban jelentek meg az első nyugat-európai városok. A 12. században alakult meg München és Freiburg is, amelyek a későbbi városfejlődés mintájául szolgáltak a birodalomban.
De a Staufok uralma is hanyatlani kezdett, amikor 1212-ben II. Frigyes trónra lépett. Gyermekként Szicília királya volt, és a német trón megüresedésekor több riválist félreállítva végül elnyerte a koronát. De Frigyes nem bizonyult túl jó uralkodónak. Szembeszállt a pápával, amikor kijelentette, hogy Róma is az ő fennhatósága alá tartozik, ráadásul az 1228-as keresztes hadjárat idején magának követelte Jeruzsálem trónját is. Ezeket mégis megbocsátotta volna neki az utókor, ha nem tér vissza gyermekkori lázálmához, miszerint Szicíliát igazi modern állammá teszi. A császár majdnem minden idejét a szigeten töltötte, hogy ideális államát megalkossa.
Távollétében a birodalom irányítását egyre inkább a hercegek vették át. Szinte minden regáliáját átengedte a főuraknak, de ami még jelentősebb volt, ezt írásba is fektette. 1220-ban kiadta a Confoederatio cum principibus ecclesiasticis című rendeletét, amelyben Frigyes a pénzverés jogát, a vámokat, a bíráskodás jogát és az erődítés jogát is átadta a birodalom egyházi méltóságainak. 1232-ben pedig a nemesség unszolására megszületett a Statutum in favorem principum rendelet is, amely a világi hercegek mindegyikének ugyanolyan jogokat biztosított, mint az 1220-as törvény.
Ennek igazi hátránya nem abban állt, hogy az uralkodó a regáliákat kiadta kezéből, hiszen az eddigiekben is előfordult, de csak egy-két esetben. Ezek a rendeletek viszont az összes császári birtoknak megadta ezt a jogot. A birodalom története ekkor érkezett el ahhoz a fordulópontjához, amely később a teljes tagoltság anarchiájába süllyeszti az államot. Mindamellett Frigyes uralma alatt történt meg, hogy 1226-ban Konrád, Mazóvia fejedelme a poroszok megtérítésére behívta országába a Német Lovagrendet. És a városiasodás, a kereskedelem igazi virágkorát élte ebben az időben.

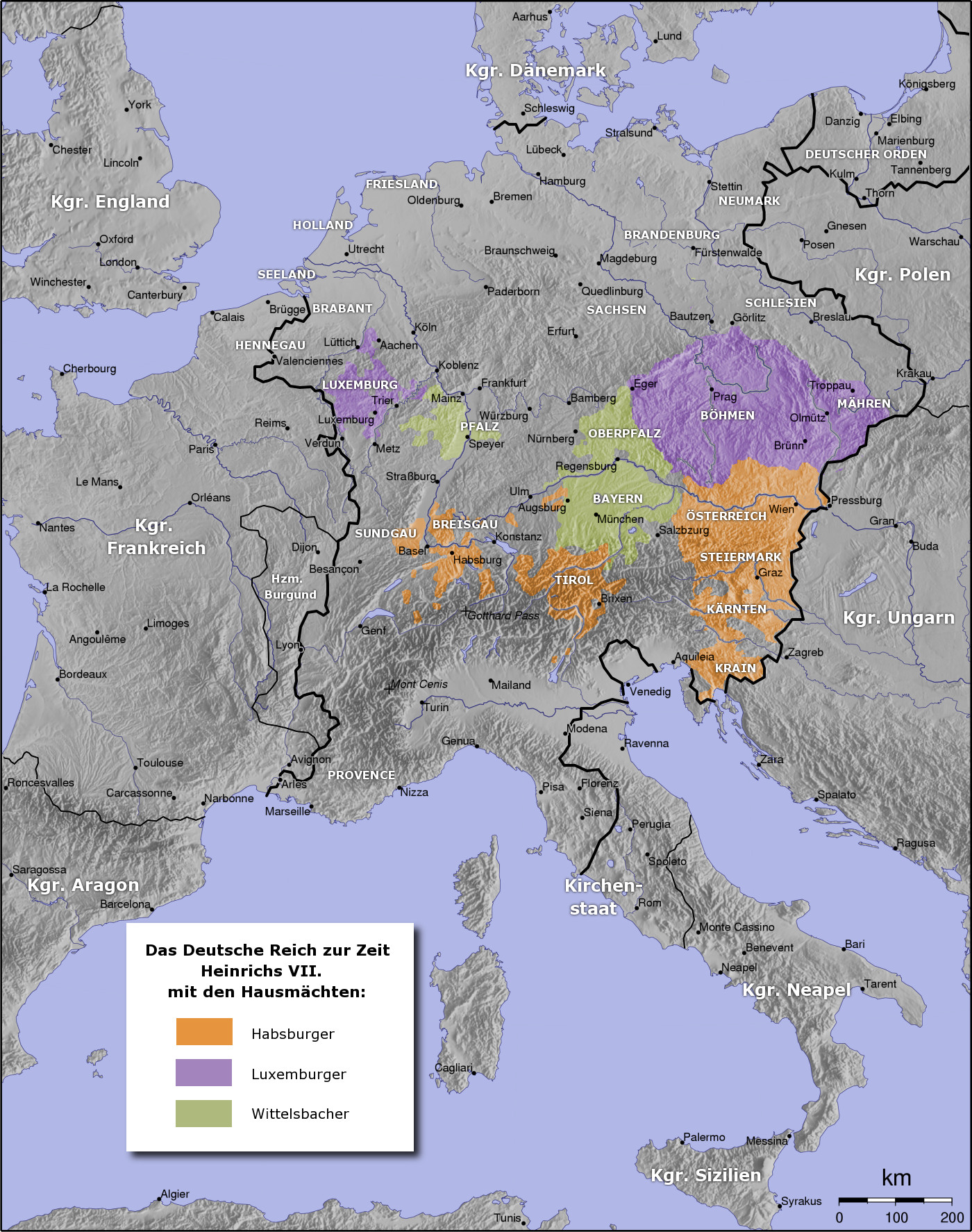
A Birodalom VII. Henrik császár uralkodása idején (13–14. század fordulója)

## A „foltozott szőnyeg” kialakulása
A Stauf uralkodók korának leáldoztával hihetetlenül megerősödtek a kicsiny hercegségek. Ezért az uraknak nem állt többé érdekében az, hogy olyan ember kerüljön a trónra, aki esetleg meg tudná zabolázni a tartományokat. Az egyházi és világi urak Frigyes halála után, 1250-ben egymás ellen választottak uralkodókat. Egészen 1273-ig, I. Rudolf megválasztásáig a birodalom történetében interregnumról beszélhetünk, hiszen nem volt olyan császár, akit az egész birodalom elfogadott volna.
Az uralkodó megválasztásának bonyolultsága vezetett el a hét választófejedelem (Kurfürst) testületének megalakulásához. A hét leghatalmasabb birtokos tisztje lett, hogy megválassza a birodalom urát. Három egyházi méltóság tartozott közéjük: Mainz, Trier és Köln érseke, valamint négy világi főúr: a rajnai palotagróf (vagy pfalzi palotagróf), a szász-wittembergi herceg, a brandenburgi őrgróf és a cseh király. 1623-ban a pfalzi palotagróf elveszítette méltóságát, és az a bajor hercegre szállt át, de 1648-ban a palotagróf visszaszerezte régi címét, így a fejedelmek száma nyolcra emelkedett. 1692-ben a hannoveri herceg is belépett a testület soraiba. Ez a szervezet ugyan már a 13. században is létezett, mégis jogalapját az 1356-ban kiadott Aranybulla fektette le.
Ezek a folyamatok is jól mutatják a központi hatalom gyengülését. A Stauf-ház kihalása után a császárok hiába próbálták megszilárdítani hatalmukat. A hajdanán kiterjedt császári birtokok mérete is jelentősen csökkent. Akkoriban az egész birodalom gazdaságát ezen területek nagysága és gazdagsága jellemezte, de az ajándékba elosztogatott földbirtokot a Staufok utáni uralkodók már teljesen kiárusították, hiszen nem volt értelme megtartani őket. Így Rudolf volt az első császár, aki már nem a császári birtokokra támaszkodva próbálta érvényesíteni akaratát, hanem a kiterjedt Habsburg családi területek kihasználásával adott súlyt szavainak. Ennek azonban volt egy hátulütője is. Az uralkodó többé már nem abban volt érdekelt, hogy a birodalom hasznát nézve csökkentse a hercegségek hatalmát, hanem hogy a saját birtokait gyarapítsa.
A joggyakorlás szétaprózódása az egyes államokban egy idő után szinte teljesen eltért. A közös alapokra minden herceg másképpen építkezett, így az adók befizetése is igen változó mértékben terhelte meg a parasztokat. Ugyan a köznyelv csak az 1648-as béke után nevezte el a birodalmat foltozott szőnyegnek, látható, hogy az nem akkor alakult ki, hiszen már a 14. században létezett.

## IV. Károly és az Aranybulla
Az 1346-50-es nagy pestisjárvány után évvel, IV. (Luxemburgi) Károly - aki 1355. április 5. óta birtokolta a császári címet - 1356-ban, a tartományurak nyomására, kiadta az Aranybulla nevű okiratot. Az irat meghatározta a német-római császár megválasztásának módját, kijelölve hét választófejedelmet - három egyházit és négy világit: (trieri, mainzi, kölni érsekek, szász fejedelem, cseh király, brandenburgi őrgróf, rajnai palotagróf).
IV. Károly 1378-ban bekövetkezett haláláig viselte a császári koronát. Még életében, 1376-ban német királlyá (hivatalos nevén: a rómaiak királyává) választatta fiát, Vencelt.

## Vencel, Rupert és a viszálykodások kora
Vencel uralkodása nem volt olyan dicsőséges, mint apjáé, ugyanis többször letaszították a trónról, sőt, fogságba is vetették. Soha nem koronázták meg császárnak. 
1381-re újra fellobbant – a még IV. Károly alatti – a városháború lángja. Mainz, Worms, Speyer, Frankfurt, Straßburg csatlakozásával létrejött a sváb és rajnai városok nagy szövetsége, ami ekkor 41, később 70 tagot számlált. E szövetség ellenében lovagi és fejedelmi egyesülések alakultak. Vencel Németországban kezdetben arra törekedett, hogy a hercegek, lovagok és a városok közötti örökös viszálykodásoknak véget vessen, és 1383-ban a nürnbergi birodalmi gyűlésen ünnepélyesen kihirdette a közbékét és eltörölte az összes szövetkezést. 1384-ben a heidelergi egyezményben a fejedelmek megígérték ugyan, hogy nem működnek a városok ellen, azok pedig pedig lemondanak a védelmükre létrehozott saját katonai szerveződésekről – de a háborút már nem kerülhette el.
A délnémet 1385-ben egyesült a svájcival, majd az utóbbi 1386-ban Sempachnál, 1388-ban Näfelnél győzelmet aratott az osztrák sereg felett.
Vencel 1387-ben a Wittelsbachok ellen a városokkal lépett szövetségre, támogatást azonban a Csehországban kitörő zavargások miatt nem tudott nyújtani a számukra. Vencel elkeseredésében mind jobban visszavonult a közügyektől, idejét otthon, Csehországban, vadászattal és dőzsöléssel töltötte. A délnémet városok ezután 1388-ban Döffingennél II. Eberhard württembergi gróftól, majd Wormsnál és Speyernél I. Rupert pfalzi választófejedelemtől vereséget szenvedtek, ami el is döntötte a háború kimenetelét.
Vencel 1389-ben a bohémiai Cheb (németül Eger) várában fejedelmi gyűlést hívott össze, hogy a közbéke feltételeit megállapítsa. Ezen gyűlésen cserben hagyta a városokat – holott azokat röviddel előbb még ő buzdította ellenállásra – eltiltván azok egymás közti szövetségkötését.
1400 augusztusában a választófejedelmek Vencelt letették a német királyi trónról, és helyére Rupert pfalzi választófejedelmet tették. 1401. január 6-án koronázták meg Kölnben.
A lemondani nem hajlandó Vencel ellen betört Csehországba, de vállalkozása sikertelenül végződött. A kettejük között ekkor meginduló tárgyalások, amelyek során Vencel felajánlotta Rupertnek a római királyi címet császárként való elismerése fejében, kudarcot vallottak. 
Rupert 1401-ben hadjáratot indított – Firenze támogatásával – az Appennini-félszigetre, melynek célja Milánó meghódítása volt. A király tervei között szerepelt a császári korona megszerzése is. Hamarosan megütközött – a még Vencel által 1395-ben milánói hercegi rangra emelt – Gian Galeazzo Viscontival, de súlyos vereséget szenvedett tőle. 1401 őszén átkelt az Alpokon, de csapatai felbomlottak és 1402-ben Rupert, túl szegényen ahhoz, hogy új hadjáratot szervezzen, visszatért Németországba. Balsikere lázongást okozott Németországban, de a király találkozott néhány követőjével, hogy kivívja a békét és 1403 októberében elismertette magát IX. Bonifác pápával. Ez okozta Vencel végső bukását.
Rupert ezek után már nem vett részt lényeges vállalkozásban, ami érthető is, mert a Luxemburg (Brandenburg, Csehország) és egyes Habsburg-tartományok (Ausztria), valamint Szászország nem ismerte el uralmát. Saját hívei közül előbb a mainzi választóval került viszályba, majd a birodalmi jogoknak területükön való érvényesítése miatt a badeni őrgróffal és a württembergi gróffal. 1405-ben a sértett II. János érsek utóbbi két fejedelemmel és 17 sváb birodalmi várossal létrehozta ellene a Marbachi Szövetséget, amit Rupert kénytelen volt elismerni.
Rupert az egyházszakadás megszüntetésében nem játszott szerepet. Az 1409-es pisai Zsinat V. Sándort emelte a pápa trónra – de így már 3 pápa lett. A zsinat Vencelt ismerte el római királynak, ennek ellenére Rupert Sándor mellé állt. A birodalom egyes területein – az éppen időszerű helyzettől függően – XII. Gergelyt támogatták.
Rupert helyzetét a birodalmon belül az 1410-ben a mainzi érsekkel harcban álló hesseni és braunschweigi-lüneburgi tartományurakkal megkötött Marburgi Szövetség megerősítette ugyan helyzetét, de ezt már nem tudta kihasználni: 1410. május 18-án Landskrone várában, közel Oppenheimhez befejezte életét.

## Luxemburgi Zsigmond magyar király császársága

A birodalmi címer allegórikus ábrázolása Jost de Negker művében (1510 körül)

Luxemburgi Zsigmond már 23 éve magyar király volt, amikor 1410-ben német királlyá választották. Erre Rupert német király 1410-ben bekövetkezett halála adott alkalmat, akit a választófejedelmek 1400-ban a letett Vencel, Zsigmond bátyja helyére választottak meg. Akkor a cím ideiglenesen kikerült a Luxemburgiak birtokából.
1410-ben a választófejedelmek többsége nem Zsigmondot, hanem unokatestvérét, Jodok morva őrgrófot támogatta. Zsigmond mellett csak a trieri érsek és a rajnai palotagróf (Rupert fia) állt, a többiek - Vencel cseh király, a kölni érsek, a mainzi érsek, a szász választó és Jodok, Brandenburg tényleges és jogszerű ura - Jodokot támogatták. Zsigmond puccsszerűen 1410. szeptember 20-án, amikor még csak négy választófejedelem volt a helyszínen, saját magát nyilvánította német királynak. Ehhez a brandenburgi választói szavazatot ő maga adta le magára. A brandenburgi tartományt azonban 1388-ban elzálogosította Jodoknak azzal a kitétellel, hogy ha öt éven belül nem váltja vissza, akkor az a szavazattal együtt végleg Jodokot illeti. 1397-ben ezen jogában Vencel, még mint német király, meg is erősítette Jodokot. Október 1-jén azután a választók többsége Jodokot választotta királynak. Az október 1-i választás résztvevői érvénytelennek tartották Zsigmond címét, azt azonban nem akadályozhatták meg, hogy a címet használja, mindenféle hatalom nélkül, aminek megszerzésére kísérletet sem tett, mintha a látszattal beérné. A helyzetet az oldotta meg, hogy Jodok 1411. január 18-án váratlanul meghalt. Némi diplomáciai huzavona után - elsősorban a mainzi érsek ellenállását kellett legyűrni - a négy választófejedelem - miután a trieri és pfalzi választó elutasította, hogy új választásba belemenjenek - Frankfurtban 1411. július 21-én Zsigmondot egymás között német királynak jelentette ki.
Ezután hívták össze a konstanzi zsinatot (1414-1418), ahol egész Európát sikerült a tárgyalóasztalhoz ültetni. Ez volt a bécsi kongresszusig (1814) a legnagyobb európai diplomáciai tárgyalássorozat. A zsinat elsődleges feladata az 1378 óta tartó, egyházszakadással fenyegető helyzet felszámolása volt. Ekkor ugyanis 3 pápa volt, s mindegyiknek megvoltak a saját támogató országai. Az alapvetően szemben álló blokkok egyrészt a franciák, spanyolok és skótok, másrészt a németek, burgundiak és angolok voltak. A zsinat idején a politikai helyzetet bonyolította, hogy újult erővel lángolt fel a százéves háború Anglia és Franciaország között. 1415-ben V. Henrik angol király az azincourt-i csatában legyőzte a francia sereget és komoly előrelépést tett a francia korona megszerzése felé, amire a burgundi herceg is pályázott.
Zsigmond 1416-ban Angliába látogatott, ahol az angol királlyal megkötötte a canterburyi szövetséget, amiben fegyveres támogatást ígért az angoloknak a franciák ellen. Ezt végül sohasem adta meg, de ennek lebegtetése óriási nyomás alá helyezte a franciákat a zsinaton, s az angolok is sokat profitáltak diplomáciai téren ebből. A zsinaton például önálló, ötödik nemzetnek ismerték el őket - addig a német nemzet részének számítottak -, ami európai nagyhatalommá emelte Angliát.
Zsigmondnak végül sikerült elérnie, hogy a három pápát lemondatták, és helyettük egyet, V. Mártont választották meg.
1419-ben Zsigmond bátyja, Vencel halála után joggal formált igényt a cseh trónra is. Konstanzi lépéseivel azonban maga ellen hangolta a cseheket, és elkezdődött a 17 évig tartó huszita háború, amelynek leverésére keresztes háborút hirdetett. 1431-ben sikerült megosztania a felkelőket, és miután az ún. kelyhesek átpártoltak hozzá, az ő segítségükkel végül 1434-ben döntő csapást mért a táboriták seregére. A huszita háborúk vége felé érte el legnagyobb sikerét, ugyanis 1433-ban  IV. Jenő pápa német-római császárrá koronázta, de már csak 4 évig, 1437-ben bekövetkezett haláláig viselte a császári koronát. Utóda - mint német király - Albert magyar király lett. Albert is csak 3 évig volt német király, mert 1439-ben bekövetkezett halála utána ezt a címet Frigyes osztrák herceg szerezte meg.

## Császári reformok és a Habsburgok

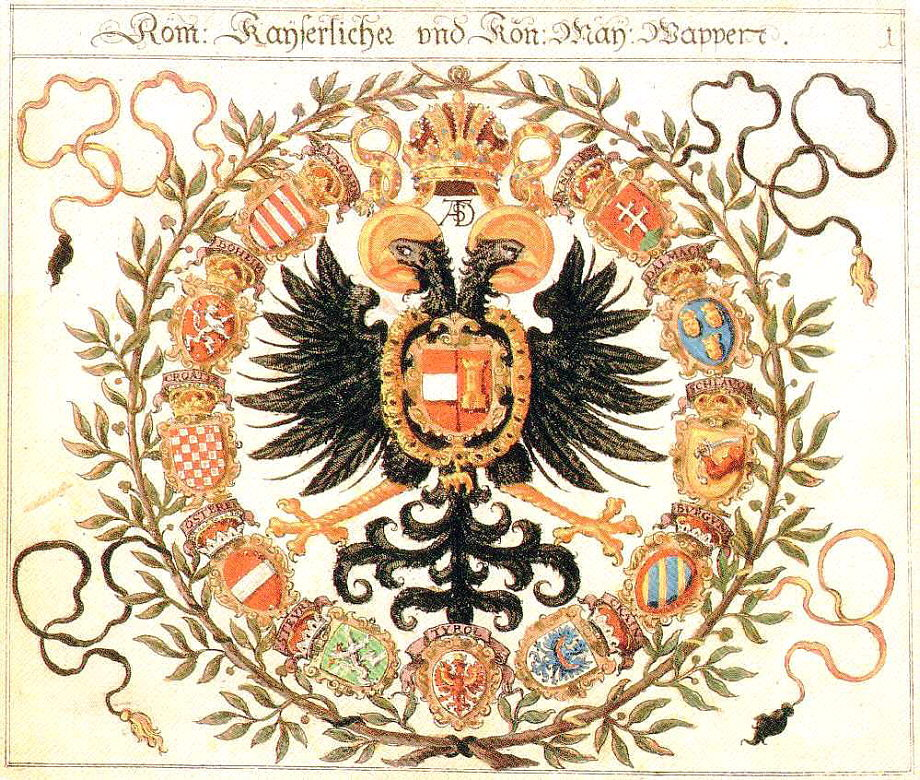
A Habsburg császárok címere 1605-ből

A birodalom egyre inkább elmélyült politikai válságában, és immár a magánbirtokaikra visszavonuló, saját érdekeket követő császárok sem tettek semmit az összbirodalom fennmaradásáért. A válság igen súlyosnak tűnt, hiszen III. Frigyes nem hívta össze a Hoftagot, a birodalmi gyűlést sem. Ezzel több éven keresztül tulajdonképpen megszakadt a kapcsolat a császárság bizonyos részei között. A bajorok mit sem törődtek az északi szászokkal, és a csehek sem tudtak a frankföldiekről. De ami még fontosabb, a központi hatalommal sem érintkezett egyik hercegség sem. Az egyetlen kapcsolatot egymás között a kiújuló hatalmi harcok jelentették. Több herceg saját birodalmát kezdte el építgetni, így aztán ismét fellángoltak a háborúk.
Az anarchiát tetőzte, hogy a birodalom gazdasága sem állt éppen történelmi csúcsán. A 14. század járványai hatalmas mértékben tizedelték meg a német lakosságot. A háborúk szintén nem segítettek a gazdasági fellendülésnek. A nyugati államokban a parasztok helyzete egyre jobb lett, és a rendiség is kezdett kialakulni, míg keleten a második jobbágysággal vívódtak, ezzel visszalépve a fejlődésben.
Ebben a lehetetlen helyzetben szerezte meg a trónt 1438-ban II. Albert, és végül sikerült megteremtenie a Habsburgok uralmát a császári trónon. Az uralkodók és a hercegek is belátták, hogy amennyiben meg akarják őrizni hatalmukat, reformokat kell eszközölni. A császári reformokat végül III. Frigyes indította el, ugyanis amikor pénzt kért a birodalomtól saját birtokainak védelmére I. Mátyás, magyar király ellen 1486-ban a hercegek csak nehézkesen reagáltak a császári kérésre. Ezért Frigyes és a hercegek úgy döntöttek, hogy létrehozzák a Reichstagot, amelyen a birodalom császári birtokainak vezetői találkozhatnak, és megvitathatják a közös ügyeket. A Habsburgoknak ezen a birodalmi gyűlésen sikerült elfogadtatniuk a dinasztikus rendet, és helyreállították a Landfriedent is.
I. Miksa apja nyomdokaiba lépve 1495-ben Wormsba hívott össze egy Reichstagot, amelyen a hercegek és a császár megegyeztek a Reichsreform, vagyis a császári reform végrehajtásában. Ennek a reformnak főként az volt a célja, hogy olyan intézményi hátteret biztosítson a császárságnak, amely életben tartja azt. Így ennek a reformnak a keretében alakultak meg a birodalmi körzetek és a Reichskammergericht (a Császári Kamara Bírósága) is.

## Reformáció és történelmi mélypont
1517-ben a wittenbergi vártemplom kapujára Martin Luther kitűzte 95 tételét, melyekkel megújítani kívánta egyházát. Ez a cselekedete indította el a reformációt, amely bizonyos értelemben a birodalom fennállásának utolsó felvonásaként is értékelhető.
V. Károly több kontinensre kiterjedő birodalmában a német fejedelmek a reformációban a császári hatalomtól való függetlenedés újabb lehetőségét látták. Jóllehet, a mindenkori császárok a kereszténység védelmezőinek számítottak, Károly – a franciák elleni háború miatt – nem tudott kellő erőket mozgósítani ellenük. 1522-ben felkeltek a német birodalmi lovagok, majd 1524-ben kitört a német parasztháború. Ezeket ugyan elfojtották, de a reformáció eszméje immár a birodalom minden zugában elterjedt. Az evangélikus hitre több fejedelem is áttért, hathatós támogatásukkal háborút is indítottak vallásuk elfogadásáért. 1547-ben ugyan a schmalkaldeni háborút elvesztették, 1555-ben az augsburgi vallásbékében azonban az Ágostai hitvallást követő lutheri irányzatot egyenjogúsították a katolikussal.
A katolikus hit és a pápa mellett kitartó tartományokból (Bajorország, Ausztria) kiindulva azonban hamarosan terjedni kezdett az ellenreformáció (katolikus restauráció). A császárok sorozatos rendeletei, törvényei, erőszakos intézkedései megpróbálták visszaszorítani a lutheri tanokat, ami hamarosan kiélezte az ellentéteket a hercegek és a központi hatalom, illetve az egyes tartományok között. Mindezek mellett – főként a birodalom déli részében – a kálvini tanok is terjedni kezdtek.
A világkereskedelmi útvonalak kora újkori áthelyeződése az atlanti térségre gyökeresen megváltoztatta a Német-római Császárság pozícióit, gazdasági és demográfiai visszaesést eredményezve a császárságban. A vallási ellentétek pedig megbénították a birodalom intézményeit. Az ellentétek odáig fajultak, hogy 1608-ban egyes tartományi urak és hercegek vezetésével megalakult a Protestáns Unió, majd válaszul 1609-ben a Katolikus Liga.

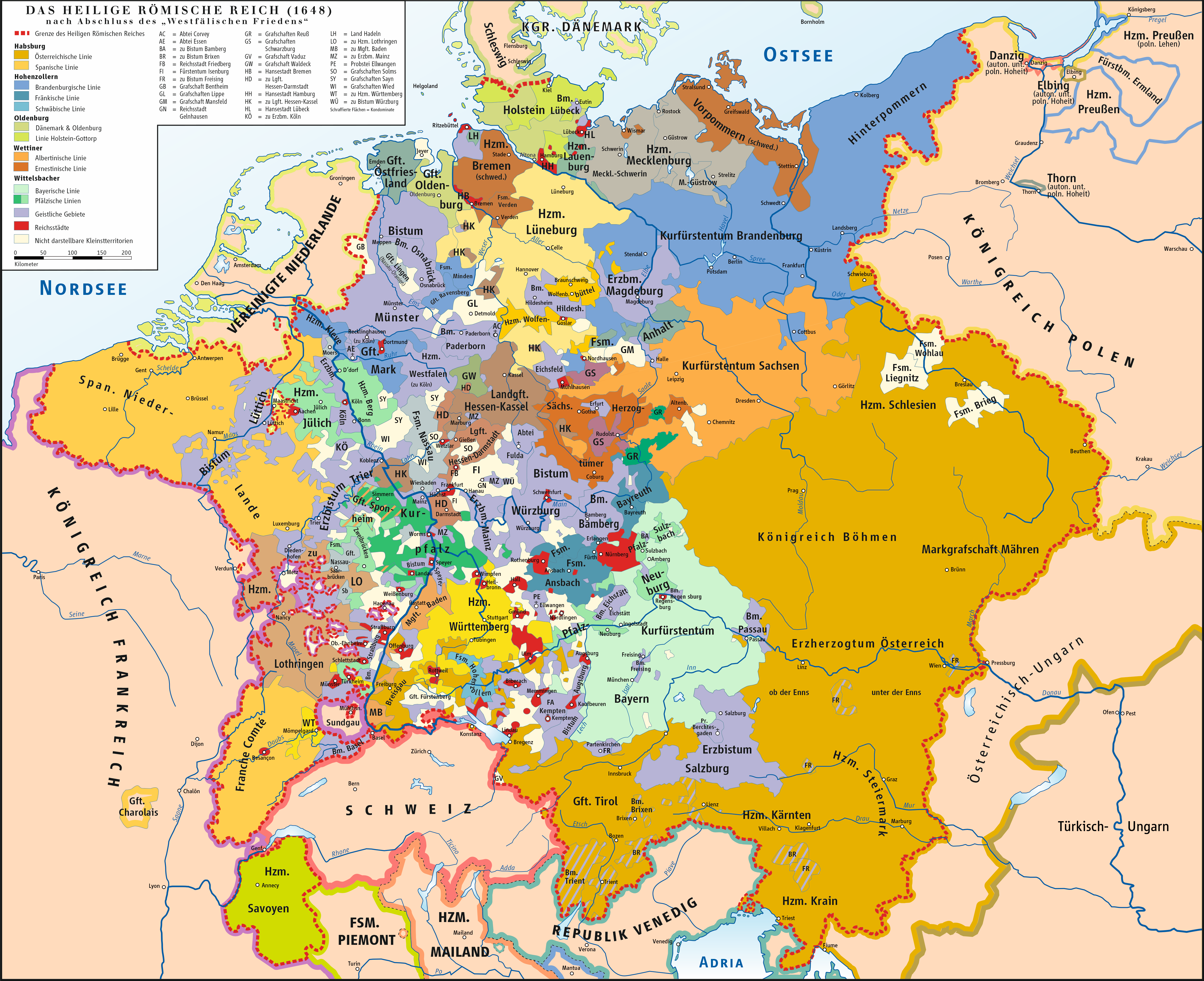
A Birodalom 1648-ban, a vesztfáliai béke után.

Végül 1618-ban a prágai defenesztrációval kezdetét vette a harmincéves háború. A harcok során felszínre került valamennyi, mélyen húzódó ellentét: nemzeti-etnikai (cseh – német), felekezeti (protestáns – katolikus), valamint politikai (fejedelmek – császár). A birodalom egész területe hadszíntérré változott. A harcokba több európai nagyhatalom is beavatkozott (Franciaország, Svédország), de részt vett pl. Erdély és Hollandia is. A hatalmas anyagi és emberáldozatokkal járó háborút – melyben a császárság népességének harmadát elvesztette 1648-ban a vesztfáliai béke zárta. Kimondta – többek között – a birodalom területén lévő államok szuverenitását. Ezzel a császári hatalom végképp névlegessé vált.

## Egy haldokló birodalom
A vesztfáliai béke garantálta a birodalom államainak az önálló külpolitikát is. Ezzel a német-római császárok végképp elvesztették európai politikai hegemóniájukat. A Birodalom városai, gazdasága elvesztette korábbi meghatározó szerepét Európában. Ráadásul a szétzilált birodalom képtelen volt sikerrel versenyezni vetélytársaival az első gyarmatosítási hullám idején. A gazdasági visszaesés rendkívüli volt, a császárok pedig nem foglalkoztak többé a birodalmi érdekekkel.
A rendek és a városok politikai súlya egyre csökkent, a fejedelmek hatalma pedig növekedett. A birodalom államai a 17. század végén és a 18. század elején számos dinasztikus háborúban vettek részt, melynek során azonban már nem a birodalom, hanem csak saját államuk területét kívánták növelni. 1672-ben kezdődött a francia–holland háború, majd 1688 és 1697 között az augsburgi liga háborújában vett részt a német államok egy része. 1701-től 13 éven keresztül a spanyol örökösödési háború foglalkoztatta a birodalom seregeit.
Mindezek következtében a 18. században a Német-római Birodalom területén két birodalom is igen jelentős hatalomra tett szert. Az egyik a Magyar Királyság trónját is megszerző Habsburg Birodalom volt, míg a másik az 1701-ben megalakult Porosz Királyság. Kettejük küzdelme, az 1740-ben kitört az osztrák örökösödési háború, valamint az 1756-ban kirobbant hétéves háború szélesebb nemzetközi konfliktussá fajult

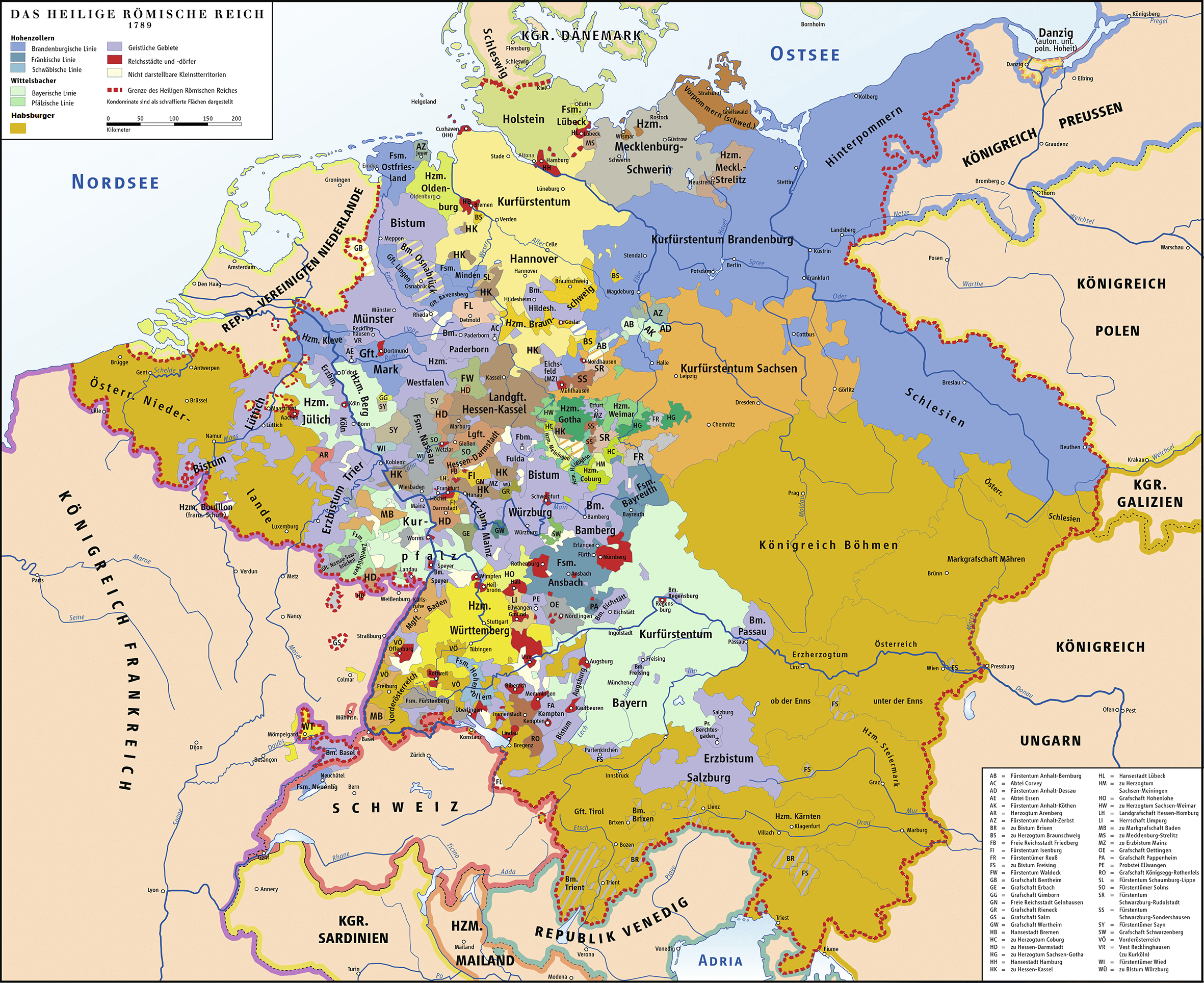
Az utolsó évtizedek: A Német-római Birodalom 1789-ben.

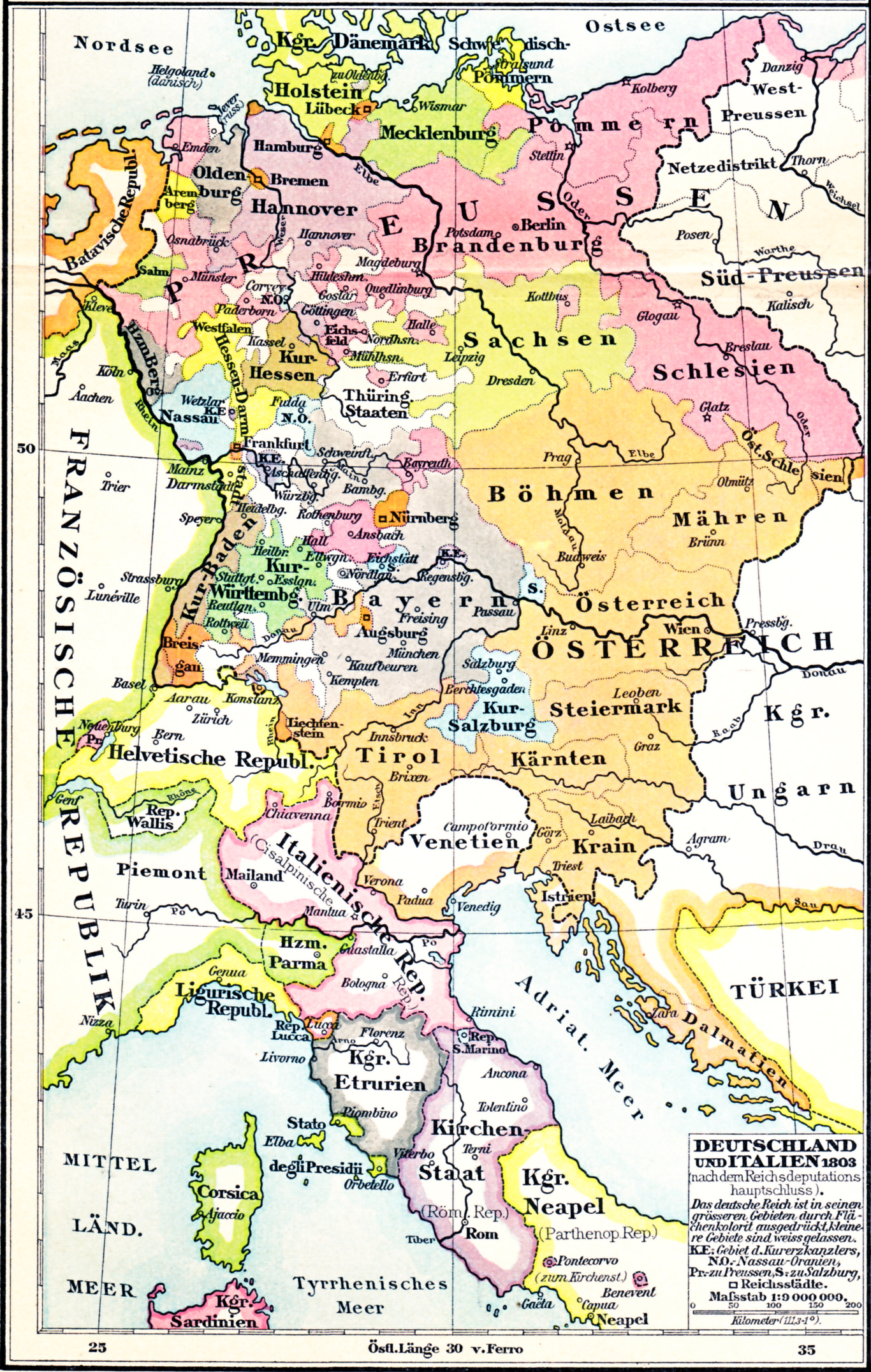
A Birodalom (és Itália) az 1803-as véghatározat után

## A birodalom vége
1792-ben a szomszédos francia monarchia összeomlott, és a francia forradalom eszméit hamarosan Bonaparte tábornok hadserege hozta el a birodalom területére. A császárság ismét hadszíntérré változott, és a jelentős veszteségek az uralkodót arra kényszerítették, hogy területileg és intézményileg is átszervezze a birodalmat. 1803. február 25-én, a Reichstag utolsó ülésén a birodalmi követek meghozták a nagy véghatározatot (Reichsdeputationshauptschluss), melynek értelmében felszámolták az egyházi birtokokat, és a birodalmi szabad városok jogállását is, területeiket a birtokaikat elvesztő főuraknak adták kárpótlásul. A véghatározat (császári jóváhagyás után) 1803. április 27-én emelkedett jogerőre.
Napoléon Bonaparte tábornok 1804-ben a franciák császárává koronáztatta magát, és e minőségében önmagát kívánta elismertetni Nagy Károly örökösének. Mivel ez súlyosan sértette a Habsburg-ház érdekeit, Napóleon már 1804-től titkos tárgyalásokon javasolta II. Ferencnek, hogy mondjon le német-római császári címéről, és vegye fel az Ausztria császára új, örökletes uralkodói címet. Ferenc ezt először elutasította, emiatt kirobbant a harmadik koalíciós háború, amely Ausztria vereségével végződött. A kegyelemdöfést az austerlitzi csata adta meg. 1806. augusztus 6-án II. Ferenc lemondani kényszerült a német-római császári címről. (A korabeli dokumentumokban a birodalomra németül, mint Deutsches Reich, franciául Confédération germanique néven hivatkoznak.) Ezzel hivatalosan megszűnt a Német-római Birodalom, és helyén különböző államok jöttek létre. A két legerősebb állam fennmaradt. Ezen kívül pedig francia vezetés alatt megalakult a Rajnai Szövetség (Rheinbund).